# Армокур
Армокур (фр. Armaucourt) насеље је и општина у североисточној Француској у региону Лорена, у департману Мерт и Мозел која припада префектури Нанси.
По подацима из 2011. године у општини је живело 215 становника, а густина насељености је износила | становника/km². Општина се простире на површини од 3,72 km². Налази се на средњој надморској висини од 198 метара (максималној 222 m, а минималној 192 m).

## Демографија
| 1962. | 1968. | 1975. | 1982. | 1990. | 1999. | 2011. |
| ----- | ----- | ----- | ----- | ----- | ----- | ----- |
| 168   | 184   | 189   | 193   | 227   | 63    | 215   |

График промене броја становника у току последњих година